# Jesper Nielsen
Jesper Claes Martin Nielsen (Norrköping, 1989. szeptember 30. –) svéd válogatott kézilabdázó, a Rhein-Neckar Löwen játékosa.

## Pályafutása

### Klubcsapatokban
Jesper Nielsen a Norrköpings AIS-nél kezdte a pályafutását 2008-ban. Ekkor az IK Sävehof csapatához szerződött. 2010-ben, 2011-ben és 2012-ben svéd bajnoki címet nyert a csapattal. A 2012–2013-as idényben a bajnokság legjobbjának és a legjobb védekező játékosnak is megválasztották. A következő idény előtt a német első osztályú Füchse Berlin játékosa lett.
2014-ben kupagyőztes lett a berlini csapattal, a döntőben a Flensburgot verték meg 22–21-re. A következő szezonban EHF-kupa-győztes lett, a Füsche berlin a döntős párharcban a HSV Hamburg csapatát múlta felül. Nielsen 2016 nyarán a francia Paris Saint-Germainben folytatta pályafutását. Két szezont töltött a francia fővárosban, és két bajnoki címet nyert a csapattal. 2018 nyarán visszatért a német Bundesligába, a Rhein-Neckar Löwen csapatához. 2021-től három szezont az Aalborg Håndboldnál töltött. A dán csapattal bajnok lett és 2024-ben Bajnokok Ligája döntőt játszott.

### A válogatottban
A svéd válogatottban 2007-ben mutatkozott be. Részt vett a 2016-os riói olimpián és tagja volt a 2018-as Európa-bajnoki ezüstérmes csapatnak is. Utóbbi tornán az All-Star csapatba is beválasztották.

## Magánélet
Nielsen barátnője, Frida Tegstedt szintén válogatott kézilabdázó. Érdekesség, hogy a 2014–15-ös szezonban Tegstedt a Füchse Berlin női csapatának játékosa volt.

## Statisztikája a német Bundesligában
| Szezon    | Bajnokság          | Csapat     | Mérkőzés | Gól | Gól hétméteresből | Akciógól |
| --------- | ------------------ | ---------- | -------- | --- | ----------------- | -------- |
| 2013–14   | Füchse Berlin      | Bundesliga | 31       | 85  | 0                 | 85       |
| 2014–15   | Füchse Berlin      | Bundesliga | 36       | 66  | 1                 | 65       |
| 2015–16   | Füchse Berlin      | Bundesliga | 29       | 88  | 0                 | 88       |
| 2018–19   | Rhein-Neckar Löwen | Bundesliga |          |     |                   |          |
| 2013–2016 | Összesen           | Bundesliga | 96       | 239 | 1                 | 238      |